# Enoil-(acil-nosilac-protein) reduktaza (NADH)
Enoil-(acil-nosilac-protein) reduktaza (NADH) (EC 1.3.1.9, enoil-(acil nosilac protein) reduktaza, enoil-ACP reduktaza, NADH-enoil acil nosilac protein reduktaza, NADH-specifična enoil-ACP reduktaza, acil-(acil-nosilac-protein):+ oksidoreduktaza) je enzim sa sistematskim imenom acil-(acil-nosilac protein):+ oksidoreduktaza. Ovaj enzim katalizuje sledeću hemijsku reakciju
acil-[acil-nosilac protein] + + {\displaystyle \rightleftharpoons } trans-2,3-dehidroacil-[acil-nosilac protein] + +
Ovaj enzim katalizuje redukciju enoil-acil-[acil-nosilac-protein] derivata sa ugljeničnim lancom dužine od 4 do 16.

## Literatura
- Nicholas C. Price; Lewis Stevens (1999). Fundamentals of Enzymology: The Cell and Molecular Biology of Catalytic Proteins (Third изд.). USA: Oxford University Press. ISBN 019850229X.
- Eric J. Toone (2006). Advances in Enzymology and Related Areas of Molecular Biology, Protein Evolution (Volume 75 изд.). Wiley-Interscience. ISBN 0471205036.
- Branden C; Tooze J. Introduction to Protein Structure. New York, NY: Garland Publishing. ISBN 0-8153-2305-0.
- Irwin H. Segel. Enzyme Kinetics: Behavior and Analysis of Rapid Equilibrium and Steady-State Enzyme Systems (Book 44 изд.). Wiley Classics Library. ISBN 0471303097.
- William P. Jencks (1987). Catalysis in Chemistry and Enzymology. Dover Publications. ISBN 0486654605.

## Spoljašnje veze
- Enoyl-(acyl-carrier-protein)+reductase+(NADH) на 